# SETA (entreprise)

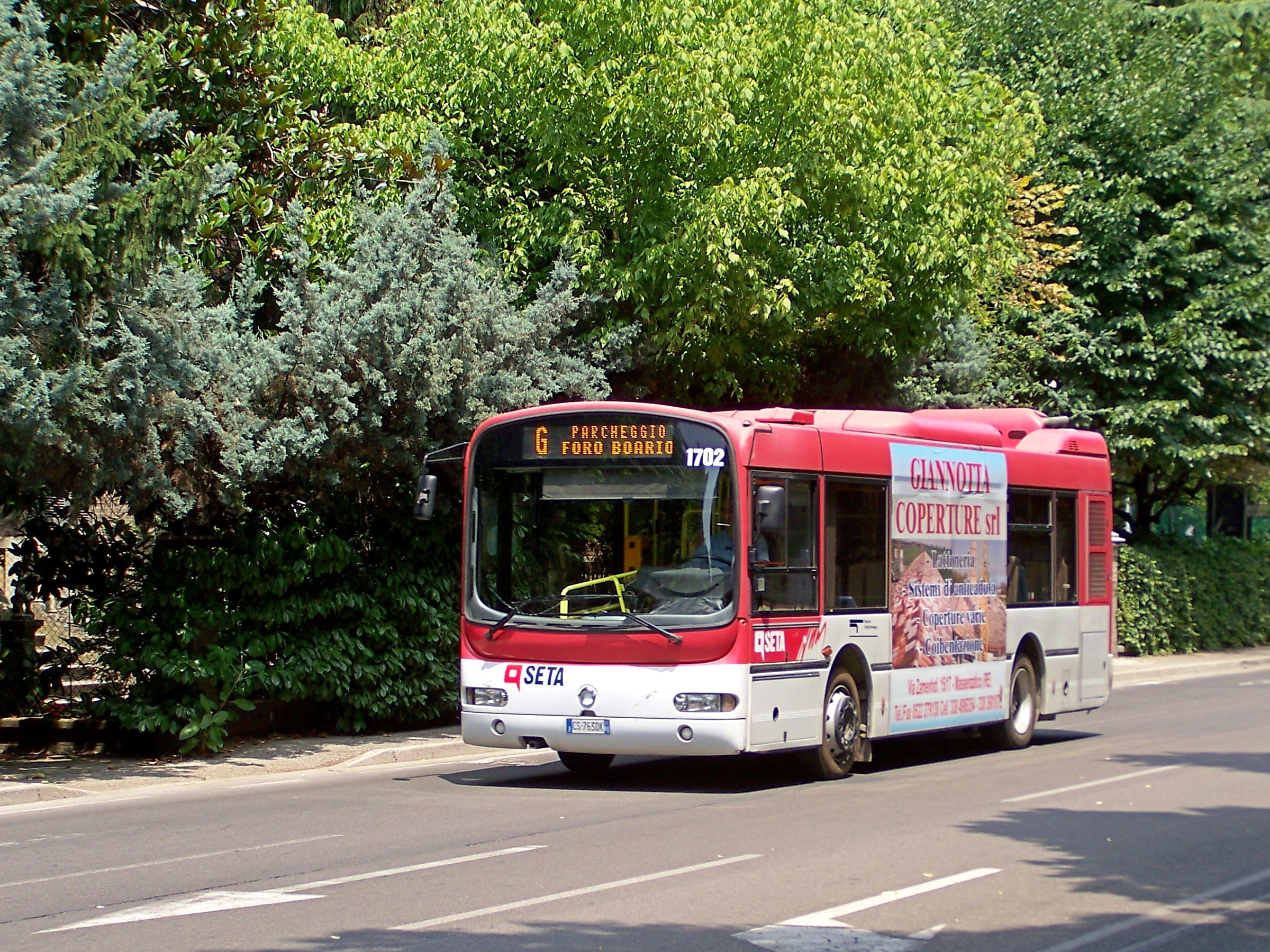
Autobus IVECO Europolis de la compagnie SETA de Reggio Emilia (2013)

SETA S.p.A., acronyme de Società Emiliana Trasporti Autofiloviari, est une société anonyme italienne par actions, concessionnaire du service des transports publics routiers urbains et interurbains dans les provinces de Modène, Province de Reggio d'Émilie et Piacenza et de liaisons interurbaines dans la région de Gênes. L'entreprise gère notamment les réseaux de transports urbains des trois capitales de provinces et de plusieurs communes de ces trois provinces, les liaisons interurbaines entre les villes et le réseau de trolleybus de Modène.
La société a été fondée le 1er janvier 2012 à la suite de la fusion des quatre opérateurs précédents :
- ATCM de Modène ;
- TEMPI de Piacenza ;
- AE, transporteur régional en Émilie ;
- ACT Reggio Emilia.

SETA SpA est une société mixte publique-privée. La part publique est détenue par :
- Organismes municipaux de la province de Modène 25,101 % ;
- Commune de Piacenza 9,986 % ;
- ACT de Reggio Emilia 15,421 %.

La part restante de 49,49 %, est détenue par T-PER SpA (6,651%) et HERM Srl (42,841 %), société contrôlée par T-PER (95 %).
Selon les données du bilan 2023, l'entreprise exploite une flotte d'environ 930 autobus et trolleybus, compte 1 021 salariés au 31 décembre 2023 et a transporté 73,1 millions de passagers, en hausse de 15,31 %. L'augmentation importante du résultat net est due à la forte baisse du prix des carburants durant l'année 2023, enregistrée en Italie.
La société a acquis 150 nouveaux autobus Mild-Hybrid diesel, gaz et électriques en 2022/2023. Un programme d'achat de 150 nouveaux véhicules est programmé pour la période 2024/26. 